# Mikael Agricola
Mikael Agricola ([ˈmikɑel ˈɑɡrikolɑ], nacido Mikael Olavinpoika; Torsby, Pernaja, Uusimaa; hacia 1510-Uusikirkko, Carelia; 9 de abril de 1557) fue un clérigo luterano finlandés que se convirtió en uno de los más importantes promotores de la Reforma protestante en Suecia y Finlandia —entonces territorio sueco— y en el fundador de facto de la lengua finesa literaria, por lo que se le suele considerar «padre de la lengua finesa y de la literatura en finés». En un periodo de diez años, tradujo varios textos al finés y publicó nueve libros con un total de 2400 páginas.
Fue consagrado obispo de Turku (Åbo) en 1554, sin aprobación papal, y comenzó una reforma de la Iglesia finlandesa, entonces parte de la Iglesia sueca, siguiendo los preceptos luteranos.
Fue autor del primer libro escrito en lengua finesa: Abckiria (Libro ABC) —no se ha conservado ningún ejemplar original de esta obra; sin embargo, ha podido reconstruirse a partir de numerosas ediciones distintas: la primera edición data de 1543 y la tercera, y última, de 1559—. Asimismo, tradujo el Nuevo Testamento (1548), el Catecismo y parte del Antiguo Testamento, así como Rucouskiria Bibliasta (1544), un libro de oraciones e himnos basados en textos bíblicos utilizado en la nueva Iglesia luterana de Finlandia. Su obra estableció las reglas ortográficas que son la base de la ortografía del finés moderno.
Murió mientras volvía de un viaje a Rusia, donde había negociado el Tratado de Nóvgorod (1557). Su nombre figura en el Calendario de Santos Luterano.

## Biografía
Su padre fue un campesino de Torsby llamado Olof (Olavi en finés); se desconoce el nombre de su madre. Se casó con Birgitta Olavsdotter (muerta en 1595), con quien tuvo un hijo, Kristian (1550-1586), que llegó a ser obispo de Tallin (Estonia).

## Obras
- ABC-Kiria (aprox. 1543)
- Rucouskiria Bibliasta (1544)
- Dauidin Psaltari (1551)